# Sistema Operacional Distribuído
Um sistema operacional distribuído é um software que roda sobre uma coleção de nós computacionais independentes, separados fisicamente mas conectados. Cada nó individual possui um subconjunto de software do sistema operacional agregado. Para um usuário, um sistema operacional distribuído funciona exatamente como um sistema com um único nó.

Um sistema distribuído é uma coleção de dispositivos autônomos conectados por uma rede de comunicação que é percebida pelos usuários como um único dispositivo provendo serviços ou resolvendo algum problema.  Dessa forma contribui para que as plataformas diferentes de hardware possam manter uma comunicação eficiente. Para os usuários a complexidade que é necessária para criar e manter essa estrutura fica abstraída para que a produtividade de cada usuário seja aumentada com o acesso dos recursos disponíveis. 

## Características
1. Comunicação através de mensagens;
2. Concorrência;
3. Partilha de recursos;
4. Sistema assíncrono;
5. Falha independentes;
6. Heterogeneidade.

## Exemplos
- Aplicações na Internet (www);
- Groupware (trabalho cooperativo);
- Aplicações de acesso a informações multimídia (áudio, vídeo conferência, P2P-TV);
- Aplicações comerciais (reservas de ingressos);
- LAN (rede local);
- Bancos de dados distribuídos.

## Tipos de Sistemas Distribuídos
1. Sistemas de computação (modelo Cluster e Grade);
2. Sistemas de informação (Integração de aplicações comerciais);
3. Sistemas pervasivos (Redes de sensores).